# Erecops multispina
Erecops multispina is een hooiwagen uit de familie Assamiidae.